# Cacciucco
Le cacciucco est une spécialité culinaire italienne à base de poissons, typique de Livourne et de Viareggio,, en Toscane.

## Histoire
Il existe de nombreuses hypothèses et versions imaginatives relatives aux origines du cacciucco. Certains le veulent comme une sorte de symbole de la générosité populaire, un plat né de la collecte de poissons offerts par les pêcheurs à la famille d'un de leurs compagnons morts lors d'une tempête. Une autre légende veut qu'il soit un symbole des origines de Livourne, anciennement Porto Pisano, et de sa population composée d'un amalgame de différents peuples et communautés : Juifs, Arméniens, Grecs, Levantins, Allemands, Portugais, Français, Anglais et Hollandais. La fusion de diverses cultures, religions et traditions, y compris gastronomiques, serait donc représentée par le cacciucco. Selon l'historien livournais d'origine syrienne Paolo Zalum, le cacciucco aurait été inventé par un gardien de la Fanale, le phare du port, à qui un édit de la république de Florence interdisait la friture du poisson car l'huile devait être utilisée pour alimenter le phare, d'où l'invention du cacciucco, qui nécessite peu d'huile.
Pellegrino Artusi dans le célèbre La scienza in cucina e l'arte di mangiar bene de 1891 décrit les deux variantes de Livourne et de Viareggio dans les recettes 455 (Cacciucco I) et 456 (Cacciucco II). Concernant la première, Artusi note que « aussi bon qu'on l'aime, c'est toujours un aliment très sérieux et il faut faire attention à ne pas trop en manger », tandis qu'il écrit de la seconde : « appris à Viareggio, il est beaucoup moins savoureux que le précédent, mais plus léger et plus digeste ». Il institue ainsi sans trancher la rivalité des recettes de Livourne et de Viareggio. Pour lui, le cacciucco livournais est un ragoût de poisson où règne le vin rouge, celui de Viareggio est moins relevé et à base de vin blanc.

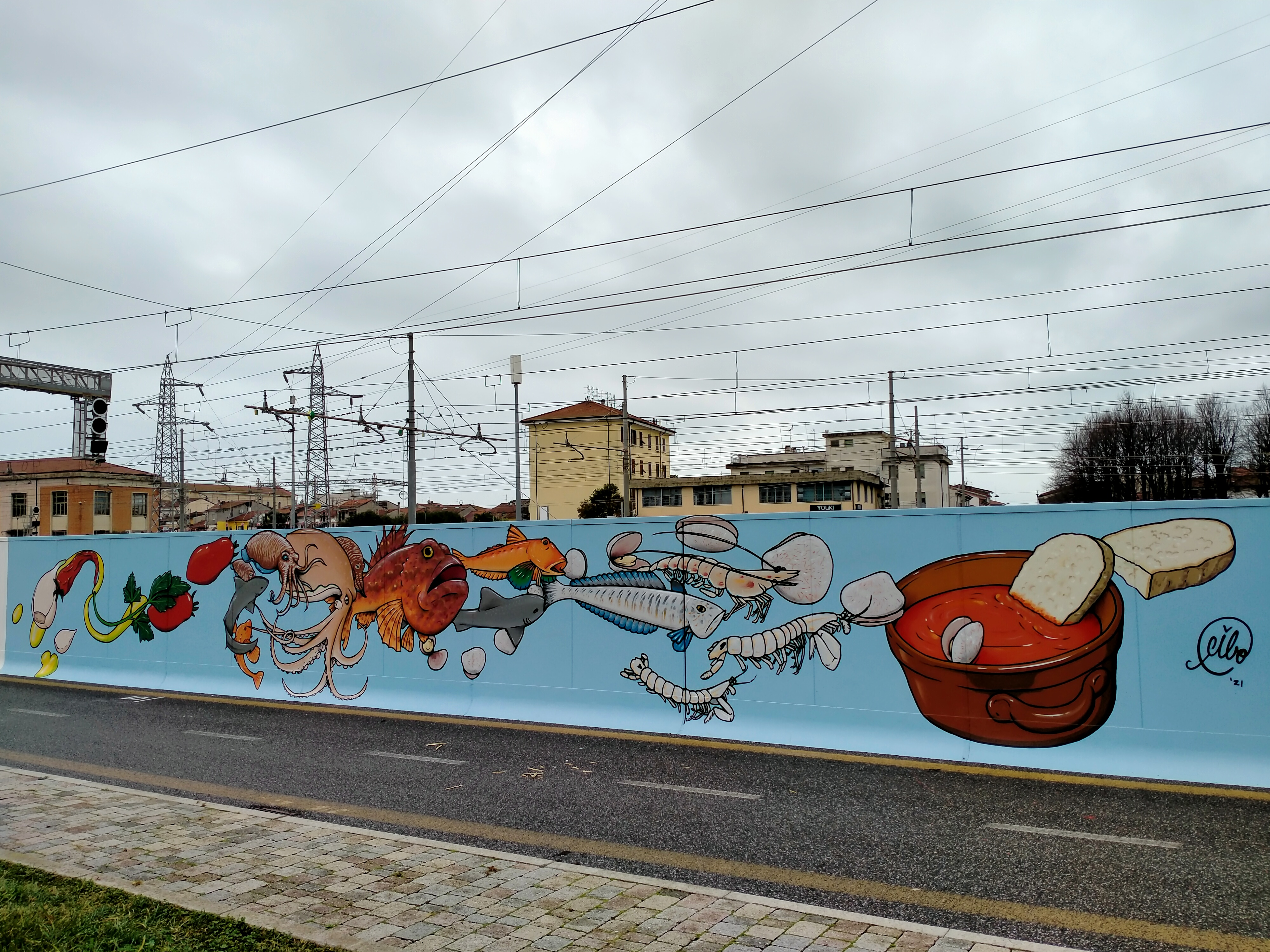
Peinture murale représentant le cacciucco, via Ponchielli à Viareggio (Cibo, 2021).

Les peintres de Viareggio Lorenzo Viani et Cristoforo Mercati ont contribué à la fin des années 1930 à la diffusion de ce plat à l'origine pauvre et populaire auprès du grand public, qui a également commencé à être servi dans les restaurants de Viareggio, une station touristique très en vogue à l'époque. C'est à Viareggio que le cacciucco doit sa renommée internationale.
L'hypothèse la plus probable, légendes mises à part et selon les témoignages écrits les plus importants sur des textes de natures et d'époques diverses, est celle d'un plat composé de restes de pêche invendus.

## Étymologie
La seule étymologie acceptée par la science linguistique est que le nom tire ses origines du terme turc küçük, qui signifie « petit », se référant aux petits morceaux qui composent la soupe,,,,.
Selon une autre hypothèse qui pose des problèmes sémantiques, il dériverait plutôt de l'espagnol cachuco, nom spécifique d'un poisson, semblable au vivaneau rose, mais qui sert aussi à désigner les poissons en général.
D'autres hypothèses, par exemple celle que le nom dérive du plat de la cuisine vietnamienne typique, canh chua cá (soupe de poisson aigre), qui aurait pu être introduit à Livourne par des marins revenant d'Extrême-Orient, sont totalement infondées pour des raisons phonétiques, morphologiques, sémantiques et même historiques, et s'inscrivent dans la vieille veine des étymologies pré-scientifiques.

## Caractéristiques
Le cacciucco est une soupe de poissons, d’écrevisses et de mollusques (traditionnellement cinq sortes car il y a cinq « c » dans cacciucco),, généralement des poulpes, des seiches, des cigales, des rascasses et d'autres variétés de poissons dits « pauvres », cuits pendant des durées différentes selon le type de chair, en sauce tomate puis posés sur des tranches de pain grillées et aillées disposées sur le fond de l'assiette. La recette originelle du cacciucco contenait treize produits issus de la mer : seiche, pieuvre, cigale, congre, murène, rascasse, moules, cuisinés dans du vin, avec des tomates et du piment,.
Les espèces utilisées dans la grande majorité des témoignages écrits sont réduites à 6 ou 7 types de poissons, qui peuvent varier selon la pêche du jour. Il n'y a donc pas de règles précises sur la composition en poisson de ce plat, mais plutôt le choix sans équivoque, pour obtenir un bon résultat, de tous ces poissons définis comme « à soupe ». Une bonne règle de base est d'avoir au moins une espèce de poisson dans chacun des groupes d'ingrédients suivants :
- mollusques céphalopodes : poulpe, seiche ;
- mollusques bivalvia : moules ;
- poissons pour soupe : grondin, rascasse rouge (chapon), vive ;
- petits requins en tranches : roussette, pierre ;
- crustacés : cigales.

Dans la tradition de Livourne, ce plat est souvent accompagné d’un vin rouge.
De nombreuses autres soupes de poissons sont semblables au nord et au sud de la mer Tyrrhénienne, mais le cacciucco est spécifique de Livourne.

## Controverses
Il y a eu un mouvement populaire à propos du nom « cacciucco » lorsque Buitoni a mis sur le marché un cacciucco congelé. Malgré l'intervention du maire de Livourne pour changer le nom de l'emballage de « cacciucco » en « soupe de poisson », le cacciucco congelé est toujours sur le marché, mais il ne porte plus la mention alla livornese, nom avec lequel il a été reconnu comme produit agroalimentaire traditionnel italien.